# Cory Urquhart
Cory Urquhart (* 1. Oktober 1984 in Halifax, Nova Scotia) ist ein ehemaliger kanadischer Eishockeyspieler, der zuletzt bei den Heilbronner Falken aus der 2. Bundesliga unter Vertrag stand.

## Karriere
Der 1,90 m große Center spielte zunächst in der kanadischen Juniorenliga QMJHL, wo er zwischen 2000 und 2004 für die Remparts de Québec sowie die Rocket de Montréal und deren Nachfolgeteam, die P.E.I. Rocket, auflief.
Zur Saison 2004/05 wurde Urquhart von den Hamilton Bulldogs aus der American Hockey League unter Vertrag genommen, diese setzen ihn jedoch zunächst Jahren fast ausschließlich bei ihren Farmteams Long Beach Ice Dogs und Cincinnati Cyclones in der East Coast Hockey League ein. Erst in der Spielzeit 2006/07 erhielt der Kanadier mehr Eiszeit in der AHL und gewann mit den Bulldogs am Saisonende den Calder Cup, die Meisterschaftstrophäe der AHL. Während der folgenden Spielzeit wechselte Urquhart zu den Arizona Sundogs in die Central Hockey League.
Im Sommer 2008 unterschrieb der Rechtsschütze einen Vertrag bei den Springfield Falcons, die ihn jedoch ebenfalls die meiste Zeit in der ECHL einsetzen, sodass Urquhart nach der Spielzeit vom Farmteam Stockton Thunder nach Deutschland zu den Heilbronner Falken in die 2. Bundesliga wechselte.
Im Juni 2010 unterschrieb er einen Einjahresvertrag bei den Kölner Haien, kehrte aber nach einem Jahr und 57 DEL-Spielen für die Haie zu den Heilbronner Falken zurück.

## Erfolge und Auszeichnungen
- 2007 Calder-Cup-Gewinn mit den Hamilton Bulldogs

## Karrierestatistik
(Legende zur Spielerstatistik: Sp oder GP = absolvierte Spiele; T oder G = erzielte Tore; V oder A = erzielte Assists; Pkt oder Pts = erzielte Scorerpunkte; SM oder PIM = erhaltene Strafminuten; +/− = Plus/Minus-Bilanz; PP = erzielte Überzahltore; SH = erzielte Unterzahltore; GW = erzielte Siegtore; 1 Play-downs/Relegation; Kursiv: Statistik nicht vollständig)